# Elecciones presidenciales de Serbia de 2012
Se celebraron elecciones presidenciales en Serbia el 6 de mayo de 2012 junto con las elecciones parlamentarias. Las elecciones se convocaron tras la dimisión anticipada del presidente Boris Tadić para poder hacer coincidir las elecciones parlamentarias y locales que se celebrarían en la misma fecha. La presidenta del Parlamento, Slavica Đukić Dejanović, asumió la presidencia interina. Como ningún candidato obtuvo la mayoría, el 20 de mayo se llevó a cabo una segunda vuelta, y el extitular Tadić se enfrentó a Tomislav Nikolić, del Partido Progresista Serbio (SNS) disidencia del antiguo partido de Nikolić, el Partido Radical Serbio (SRS).
Según los resultados preliminares publicados por CeSID, Ipsos y RIK, Tomislav Nikolić logró vencer a su oponente Boris Tadić y se convirtió en el nuevo presidente de Serbia. Los resultados oficiales confirmaron eso, dando a Nikolić el 51,12% contra el 48,88% de Tadić.

## Candidatos
La primera vuelta de las elecciones se celebraron el 6 de mayo. La Comisión Electoral de la República oficializó a doce candidatos. El número de candidatos se decidió mediante un sorteo aleatorio el 20 de abril.
| N.º | Candidato          | Partido                              |
| --- | ------------------ | ------------------------------------ |
| 1.  | Zoran Stanković    | Regiones Unidas de Serbia            |
| 2.  | Vladan Glišić      | Independiente, apoyado por Dveri     |
| 3.  | Boris Tadić        | Partido Demócrata                    |
| 4.  | Vojislav Koštunica | Partido Democrático de Serbia        |
| 5.  | Zoran Dragišić     | Independiente                        |
| 6.  | Jadranka Šešelj    | Partido Radical Serbio               |
| 7.  | Muamer Zukorlić    | Independiente                        |
| 8.  | Danica Grujičić    | Alianza Socialdemócrata              |
| 9.  | Ivica Dačić        | Partido Socialista de Serbia         |
| 10. | Čedomir Jovanović  | Partido Liberal Democrático          |
| 11. | István Pásztor     | Alianza de los Húngaros de Voivodina |
| 12. | Tomislav Nikolić   | Partido Progresista Serbio           |

## Campaña
Tanto el SNS como el DS apoyaron la candidatura de Serbia para la UE, y Nikolić del SNS ha contrastado marcadamente su postura en los últimos años. Unas horas antes de la apertura de los centros de votación, Tadić dijo a la televisión croata que "cualquier otra cosa [que no sea una victoria del Partido Demócrata] sería un gran riesgo y una gran perdida para la integración europea de Serbia [y] para la política regional".
Poco después de la primera ronda, se alcanzó un acuerdo preliminar de coalición entre el Partido Demócrata (DS) y el Partido Progresista Serbio (SNS), lo que significó que el SNS también respaldaría a Tadić en la segunda vuelta. El Partido Democrático de Serbia (DSS) apoyó oficialmente a Nikolić en la segunda vuelta.

## Monitores
El Centro para las Elecciones Libres y la Democracia estuvo entre los observadores electorales.

## Resultados
Aproximadamente 6,7 millones de personas estaban registradas para votar por los 12 candidatos. La Organización para la Seguridad y la Cooperación en Europa se encargó de organizar la votación de los aproximadamente 109.000 votantes serbios en Kosovo. Estos resultados incluyen los distritos de la recién formada República de Kosovo, que al mismo tiempo tiene elecciones independientes de Serbia. Las mesas de votación estuvieron abiertas de 7:00 a 20:00 y no se reportaron incidentes en todo el país. La participación de votantes a las 18:00 era del 46,34% en Belgrado, del 48,37% en Serbia central y del 47,89% en Vojvodina. La primera ronda no resultó en una victoria clara para ningún candidato. Con el 25% de los votos contados, Boris Tadić lideraba con un 26,7% sobre Tomislav Nikolić, que tenía el 25,5% de los votos.
| Candidato                 | Candidato                 | Partido                                          | Primera vuelta | Primera vuelta | Segunda vuelta | Segunda vuelta |
| Candidato                 | Candidato                 | Partido                                          | Votos          | %              | Votos          | %              |
| ------------------------- | ------------------------- | ------------------------------------------------ | -------------- | -------------- | -------------- | -------------- |
|                           | Tomislav Nikolić          | Partido Progresista Serbio                       | 979.216        | 25,05          | 1.552.063      | 51,16          |
|                           | Boris Tadić               | Partido Demócrata                                | 989.454        | 25,31          | 1.481.952      | 48,84          |
|                           | Ivica Dačić               | Partido Socialista de Serbia                     | 556.013        | 14,23          |                |                |
|                           | Vojislav Koštunica        | Partido Democrático de Serbia                    | 290.861        | 7,44           |                |                |
|                           | Zoran Stanković           | Regiones Unidas de Serbia                        | 257.054        | 6,58           |                |                |
|                           | Čedomir Jovanović         | Partido Liberal Democrático (Serbia)             | 196.668        | 5,03           |                |                |
|                           | Jadranka Šešelj           | Partido Radical Serbio                           | 147.793        | 3,78           |                |                |
|                           | Vladan Glišić             | Dveri                                            | 108.303        | 2,77           |                |                |
|                           | István Pásztor            | Alianza de los Húngaros de Voivodina             | 63.420         | 1,62           |                |                |
|                           | Zoran Dragišić            | Movimiento de los Trabajadores y Campesinos      | 60.116         | 1,54           |                |                |
|                           | Muamer Zukorlić           | Independiente (Apoyado por la Comunidad Islámica | 54.492         | 1,39           |                |                |
|                           | Danica Grujičić           | Unión Socialdemócrata                            | 30.602         | 0,78           |                |                |
|                           |                           |                                                  |                |                |                |                |
| Votos válidos             | Votos válidos             | Votos válidos                                    | 3.736.476      | 95.53          | 3.034.015      | 98.85          |
| Votos nulos               | Votos nulos               | Votos nulos                                      | 174.660        | 4.47           | 98.664         | 1.15           |
| Total                     | Total                     | Total                                            | 3.911.136      | 100.00         | 3.133.682      | 100.00         |
| Registrados/Participación | Registrados/Participación | Registrados/Participación                        | 7.026.579      | 57.77          | 6.771.479      | 46.26          |

### Resultados preliminares de la segunda ronda
El titular Boris Tadić fue derrotado en las elecciones presidenciales en Serbia ante su oponente, Tomislav Nikolić del Partido Progresista Serbio (SNS). Nikolić ha ganado el 49,7% de los votos en la segunda vuelta de las elecciones presidenciales serbias del domingo frente al 47% de Tadić, según datos del Centro Serbio para las Elecciones Libres y la Democracia.  Estos resultados electorales son una sorpresa, como afirman los medios rusos, basados en encuestas anteriores. "Este fue un terremoto electoral, un resultado totalmente inesperado", dijo el analista político Slobodan Antonić en la televisión estatal RTS de Serbia. Miles de seguidores de Nikolić se reunieron en el centro de Belgrado y otras ciudades serbias a última hora del domingo, tocando la bocina en celebración.

#### Resultados
| Empresa encuestadora | Fecha de votación  | Tadić | Nikolić | Apagar | Nota (s)                                  |
| -------------------- | ------------------ | ----- | ------- | ------ | ----------------------------------------- |
| CeSID                | 20 de mayo de 2012 | 47,0  | 49,7    | 46,3   |                                           |
| Ipsos                | 20 de mayo de 2012 | 47,9  | 49,0    | 46,3   |                                           |
| RIK                  | 21 de mayo de 2012 | 47,35 | 49,51   | 46,32  | Basado en el 99.07% de los votos contados |